# XII Победоносен легион
XII Победоносен легион (Legio XII Victrix) е римски легион.
Легионът е сформиран вероятно от един от императорите на отцепилата се Галска империя (260–274). Вероятно е сформиран от Викторин. Някои учени предполагат, че легионът е сформиран от Констанций I (293/305–306)
През 4 век e стациониран заедно с VIII Августовски легион в Argentoratum (Страсбург).
Използван е като граничен легион (Лимитанеи). Вероятно е разформиран през 274 г., след присъединяването на Галската империя отново към Римската империя, или по други мнения през ранния 4 век.